# エピファニー (競走馬)
エピファニー（欧字名:Epiphany、2019年1月30日 - ）は、日本の競走馬。主な勝ち鞍に2024年の小倉大賞典。
本馬の一口馬主に、かまいたちの山内健司がいる。

## 経歴

### 2歳（2021年）
10月16日東京芝1800mの2歳新馬戦でクリストフ・ルメールを背にデビュー。道中中団で待機し、最後の直線で懸命に追い込んできたがライラックの2着に敗れる。続く11月27日東京芝1800mの2歳未勝利戦でも3着に敗れて、2歳シーズンを終える。

### 3歳（2022年）
3月5日中山芝1800mの3歳未勝利戦で実戦復帰。鞍上に戸崎圭太を迎え、レースでは先団追走から直線で楽に抜け出して3戦目で初勝利を挙げる。5月15日東京芝1800mの3歳1勝クラスでは新たにダミアン・レーンとのコンビで挑み、向正面で先頭に立つとそのまま押し切って2連勝とした。その後、休養を挟んで戸崎に鞍上が戻った9月10日の白井特別では好位追走から早めに抜け出すと後続に2馬身半差をつけ3勝目をマーク。11月5日のノベンバーステークスでは2番手追走から最後の直線で逃げ粘るノースザワールドを半馬身差で差し切り4勝目を挙げ、オープン入りを果たす。

### 4歳（2023年）
4歳初戦となった1月22日のGIIアメリカジョッキークラブカップでは道中3・4番手でレースを進めたが直線で失速して11着と大敗。その後、ルメールと久々のコンビで出走した3月の東風ステークスは4着、5月のメイステークスは3着と惜しいレースが続いた。7月の関越ステークス8着を挟んで、初の関西遠征となった9月16日のケフェウスステークスでは中団追走から直線で差し切ってオープン特別の初勝利を挙げる。2度目の重賞挑戦となったGIIIチャレンジカップでは中団のやや後ろから追い上げてくるもベラジオオペラの4着に終わる。

### 5歳（2024年）
1月6日のGIII中山金杯にレネ・ピーヒュレクとのコンビで1番人気で出走。道中好位追走も直線で伸びを欠いて11着に惨敗する。杉原誠人を鞍上に迎えた2月18日のGIII小倉大賞典では道中中団で脚を溜めると最後の直線で外から鋭く脚を伸ばして差し切り勝ちを決め、重賞初制覇を果たした。

## 競走成績
以下の内容は、JBISサーチおよびnetkeiba.comに基づく。
| 競走日     | 競馬場 | 競走名       | 格   | 距離（馬場）  | 頭 数 | 枠 番 | 馬 番 | オッズ （人気） | 着順 | タイム （上り3F） | 着差 | 騎手            | 斤量 [kg] | 1着馬（2着馬）       | 馬体重 [kg] |
| ---------- | ------ | ------------ | ---- | ------------- | ----- | ----- | ----- | --------------- | ---- | ----------------- | ---- | --------------- | --------- | -------------------- | ----------- |
| 2021.10.16 | 東京   | 2歳新馬      |      | 芝1800m（良） | 18    | 3     | 6     | 002.90（2人）   | 02着 | R1:50.3（33.5）   | -0.2 | 0C.ルメール     | 55        | ライラック           | 510         |
| 0000.11.27 | 東京   | 2歳未勝利    |      | 芝1800m（良） | 12    | 1     | 1     | 001.70（1人）   | 03着 | R1:49.2（35.3）   | -0.8 | 0C.ルメール     | 55        | サンストックトン     | 520         |
| 2022.03.05 | 中山   | 3歳未勝利    |      | 芝1800m（良） | 16    | 4     | 8     | 001.50（1人）   | 01着 | R1:49.9（34.7）   | -0.1 | 0戸崎圭太       | 56        | （イルモンド）       | 520         |
| 0000.05.15 | 東京   | 3歳1勝クラス |      | 芝1800m（良） | 7     | 4     | 4     | 001.60（1人）   | 01着 | R1:46.4（34.1）   | -0.1 | 0D.レーン       | 56        | （レッドランメルト） | 516         |
| 0000.09.11 | 中山   | 白井特別     | 2勝  | 芝1800m（良） | 9     | 6     | 6     | 002.00（1人）   | 01着 | R1:47.8（34.6）   | -0.4 | 0戸崎圭太       | 54        | （ミトロジー）       | 514         |
| 0000.11.05 | 東京   | ノベンバーS  | 3勝  | 芝1800m（良） | 10    | 4     | 4     | 003.10（2人）   | 01着 | R1:45.4（33.3）   | -0.1 | 0戸崎圭太       | 55        | （ノースザワールド） | 514         |
| 2023.01.22 | 中山   | AJCC         | GII  | 芝2200m（良） | 14    | 7     | 11    | 005.80（2人）   | 11着 | R2:15.4（36.7）   | -1.9 | 0戸崎圭太       | 56        | ノースブリッジ       | 514         |
| 0000.03.12 | 中山   | 東風S        | L    | 芝1600m（良） | 11    | 8     | 10    | 002.20（2人）   | 04着 | R1:33.4（33.5）   | -0.4 | 0C.ルメール     | 57        | ラインベック         | 514         |
| 0000.05.20 | 東京   | メイS        | OP   | 芝1800m（良） | 18    | 7     | 15    | 004.50（3人）   | 03着 | R1:45.2（34.2）   | -0.5 | 0C.ルメール     | 56        | サクラトゥジュール   | 512         |
| 0000.07.29 | 新潟   | 関越S        | OP   | 芝1800m（良） | 18    | 5     | 10    | 005.70（3人）   | 08着 | R1:45.1（34.1）   | -0.7 | 0戸崎圭太       | 57        | ストーリア           | 506         |
| 0000.09.16 | 阪神   | ケフェウスS  | OP   | 芝2000m（良） | 10    | 1     | 1     | 004.00（2人）   | 01着 | R1:57.2（35.0）   | -0.1 | 0C.ルメール     | 56        | （スタッドリー）     | 500         |
| 0000.12.02 | 阪神   | チャレンジC  | GIII | 芝2000m（良） | 13    | 6     | 8     | 007.50（4人）   | 04着 | R1:59.0（34.7）   | -0.2 | 0C.ルメール     | 57        | ベラジオオペラ       | 512         |
| 2024.01.06 | 中山   | 中山金杯     | GIII | 芝2000m（良） | 17    | 2     | 4     | 004.10（1人）   | 11着 | R1:59.5（35.1）   | -0.6 | 0R.ピーヒュレク | 57        | リカンカブール       | 506         |
| 0000.02.18 | 小倉   | 小倉大賞典   | GIII | 芝1800m（良） | 15    | 6     | 12    | 005.80（3人）   | 01着 | R1:45.1（34.6）   | -0.2 | 0杉原誠人       | 57        | （ロングラン）       | 504         |
| 0000.03.31 | 阪神   | 大阪杯       | GI   | 芝2000m（良） | 16    | 7     | 14    | 057.0（13人）   | 10着 | R1:58.9（34.6）   | -0.7 | 0杉原誠人       | 58        | ベラジオオペラ       | 498         |
| 0000.07.21 | 小倉   | 中京記念     | GIII | 芝1800m（良） | 14    | 4     | 6     | 004.60（1人）   | 02着 | R1:47.2（36.2）   | -0.0 | 0杉原誠人       | 58        | アルナシーム         | 502         |
| 0000.11.30 | 京都   | チャレンジC  | GIII | 芝2000m（良） | 15    | 2     | 2     | 011.40（7人）   | 11着 | R2:00.6（37.2）   | -2.4 | 0杉原誠人       | 57        | ラヴェル             | 508         |
| 2025.02.23 | 小倉   | 小倉大賞典   | GIII | 芝1800m（良） | 13    | 5     | 7     | 005.50（2人）   | 05着 | R1:46.4（34.5）   | -0.3 | 0杉原誠人       | 58.5      | ロングラン           | 502         |
| 0000.05.17 | 新潟   | 新潟大賞典   | GIII | 芝2000m（稍） | 16    | 5     | 9     | 030.7（13人）   | 15着 | R2:03.1（36.6）   | -2.6 | 0荻野極         | 58.5      | シリウスコルト       | 500         |

- 競走成績は2025年5月17日現在

## 血統表
| エピファニーの血統            | エピファニーの血統                              | エピファニーの血統                        | （血統表の出典）                          | （血統表の出典）    |
| 父系                          | ロベルト系                                      | ロベルト系                                | ロベルト系                                |                     |
| 父 エピファネイア 2010 鹿毛   | 父の父シンボリクリスエス 1999 黒鹿毛            | Kris S.                                   | Roberto                                   | Roberto             |
| 父 エピファネイア 2010 鹿毛   | 父の父シンボリクリスエス 1999 黒鹿毛            | Kris S.                                   | Sharp Queen                               |                     |
| 父 エピファネイア 2010 鹿毛   | 父の父シンボリクリスエス 1999 黒鹿毛            | Tee Kay                                   | Gold Meridian                             | Gold Meridian       |
| 父 エピファネイア 2010 鹿毛   | 父の父シンボリクリスエス 1999 黒鹿毛            | Tee Kay                                   | Tri Argo                                  |                     |
| 父 エピファネイア 2010 鹿毛   | 父の母シーザリオ 2002 青毛                      | スペシャルウィーク                        | *サンデーサイレンス                       | *サンデーサイレンス |
| 父 エピファネイア 2010 鹿毛   | 父の母シーザリオ 2002 青毛                      | スペシャルウィーク                        | キャンペンガール                          |                     |
| 父 エピファネイア 2010 鹿毛   | 父の母シーザリオ 2002 青毛                      | *キロフプリミエール                       | Sadler's Wells                            | Sadler's Wells      |
| 父 エピファネイア 2010 鹿毛   | 父の母シーザリオ 2002 青毛                      | *キロフプリミエール                       | Querida                                   |                     |
| 母 ルールブリタニア 2013 鹿毛 | 母の父ディープインパクト 2002 鹿毛              | *サンデーサイレンス                       | Halo                                      | Halo                |
| 母 ルールブリタニア 2013 鹿毛 | 母の父ディープインパクト 2002 鹿毛              | *サンデーサイレンス                       | Wishing Well                              |                     |
| 母 ルールブリタニア 2013 鹿毛 | 母の父ディープインパクト 2002 鹿毛              | *ウインドインハーヘア                     | Alzao                                     | Alzao               |
| 母 ルールブリタニア 2013 鹿毛 | 母の父ディープインパクト 2002 鹿毛              | *ウインドインハーヘア                     | Burghclere                                |                     |
| 母 ルールブリタニア 2013 鹿毛 | 母の母*ミュージカルウェイ Musical Way 2002 栗毛 | Gold Away                                 | Goldneyev                                 | Goldneyev           |
| 母 ルールブリタニア 2013 鹿毛 | 母の母*ミュージカルウェイ Musical Way 2002 栗毛 | Gold Away                                 | Blushing Away                             |                     |
| 母 ルールブリタニア 2013 鹿毛 | 母の母*ミュージカルウェイ Musical Way 2002 栗毛 | Mulika                                    | Procida                                   | Procida             |
| 母 ルールブリタニア 2013 鹿毛 | 母の母*ミュージカルウェイ Musical Way 2002 栗毛 | Mulika                                    | Gazelia                                   |                     |
| 母系(F-No.)                   | (FN:2-s)                                        | (FN:2-s)                                  | (FN:2-s)                                  |                     |
| 5代内の近親交配               | サンデーサイレンス 4×3 Hail to Reason 5×5       | サンデーサイレンス 4×3 Hail to Reason 5×5 | サンデーサイレンス 4×3 Hail to Reason 5×5 |                     |

- 伯母にミッキークイーン（2015年オークス、秋華賞）、その産駒にミッキーゴージャス（父ミッキーロケット 2024年愛知杯）がいる。
- いとこにブレイディヴェーグ（父ロードカナロア 2023年エリザベス女王杯）、ショウヘイ（父サートゥルナーリア 2025年京都新聞杯）がいる。